# Enganyapastors del Roraima
L'enganyapastors del Roraima (Setopagis whitelyi) és una espècie d'ocell de la família dels caprimúlgids (Caprimulgidae) que habita els boscos del sud-est de Veneçuela.